# Wenzel Goldbach
Wenzel Goldbach – austriacki zapaśnik walczący w stylu klasycznym. Zajął czwarte miejsce na Olimpiadzie Letniej 1906 w wadze średniej.
Drugi na mistrzostwach Europy Środkowej w 1903 roku.

## Olimpiada Letnia 1906
| Konkurencja          | Rundy eliminacyjne    | Rundy eliminacyjne | Rundy eliminacyjne     | Klas. końcowa |
| Konkurencja          | Przeciwnik I          | Przeciwnik II      | Przeciwnik III         | Miejsce       |
| -------------------- | --------------------- | ------------------ | ---------------------- | ------------- |
| 85 kg styl klasyczny | Georges Juery (FRA) Z | wolny los Z        | Robert Behrens (DEN) P | 4.            |